# Кристофер, Майкл
Майкл Кри́стофер (англ. Michael Cristofer; род. 22 января 1945) — американский драматург, сценарист, актёр и кинорежиссёр.

## Личная жизнь
Кристофер родился в Чемберсберге, Трентон, штат Нью-Джерси, в италоамериканской семье. У него есть две сестры. Кристофер состоит  в браке с Луи Дирингом.

## Карьера
Кристофер дебютировал на экране в 1974 году, появившись с ролями в сериалах «Чародей» и «Линкольн», а также фильме Артура Хиллера «Безумный мир Джулиуса Врудера», после чего имел эпизодические роли в сериалах «Новобранцы», «Коджек» и «Врачи больницы».
В 1977 году Кристофер был удостоен Пулитцеровской премии «За лучшую драму» и премии «Тони» за пьесу «Застеклённая витрина». Он также написал сценарий к её телеадаптации, снятой в 1980 году режиссёром Полом Ньюманом, и принёсшей ему номинацию на премию «Эмми» за лучший сценарий мини-сериала, фильма или драматической программы. В 1982 году Кристофер дебютировал в режиссуре, поставив по мотивам одноимённой пьесы телефильм «Кандида» с Джоан Вудворд в главной роли. Он также выступил автором сценария таких фильмов, как «Влюблённые» (1984), «Иствикские ведьмы» (1987), «Костёр тщеславия» (1990), «Мистер Джонс» (1993), «На грани разрыва» (1997), «Джорджия О’Кифф» (2009) и «Реальный Рокки» (2016). За написание «Джорджии О’Кифф» он выиграл премию Гильдии сценаристов США.
В 1998 году Кристофер поставил свой второй режиссёрский проект, телефильм «Джиа» о жизни модели Джии Каранджи, принёсший ему премию Гильдии режиссёров Америки, а также вторую номинацию на прайм-тайм премию «Эмми». В 1999 году он снял фильм «Обнажённые тела», а в 2001 году поставил фильм «Соблазн» — экранизацию романа «Вальс в темноте» Уильяма Айриша. На 2020 год запланирована премьера криминального фильма «Ночной портье», снятого Кристофером по собственному сценарию.
Кристофер имел повторяющиеся роли в таких сериалах «Рубикон» (2010), «Смэш» (2012—2013), «Рэй Донован» (2013—2016) и «Американская история ужасов: Шабаш» (2013—2014). С 2015 по 2019 год он исполнял роль Филипа Прайса в сериале USA Network «Мистер Робот». Изначально появившись в шоу с гостевой ролью, он был повышен до основного актёрского состава начиная со второго сезона.

## Фильмография

### Кино
| Год  | Русское название               | Оригинальное название              | Роль          | Примечания           |
| ---- | ------------------------------ | ---------------------------------- | ------------- | -------------------- |
| 1973 | Изгоняющий дьявола             | The Exorcist                       | голос         | Не указан в титрах   |
| 1974 | Безумный мир Джулиуса Врудера  | The Crazy World of Julius Vrooder  | Алессини      |                      |
| 1978 | Враг народа                    | An Enemy of the People             | Ховстад       |                      |
| 1984 | Маленькая барабанщица          | The Little Drummer Girl            | Тае           |                      |
| 1984 | Влюблённые                     | Falling In Love                    | н/д           | Сценарист            |
| 1987 | Иствикские ведьмы              | The Witches Of Eastwick            | н/д           | Сценарист            |
| 1990 | Костёр тщеславия               | The Bonfire of the Vanities        | н/д           | Сценарист            |
| 1993 | Мистер Джонс                   | Mr. Jones                          | н/д           | Сценарист            |
| 1995 | Крепкий орешек 3: Возмездие    | Die Hard: With a Vengeance         | Билл Джарвис  |                      |
| 1997 | На грани разрыва               | Breaking Up                        | н/д           | Сценарист            |
| 1999 | Обнажённые тела                | Body Shots                         | н/д           | Режиссёр             |
| 2001 | Соблазн                        | Original Sin                       | н/д           | Режиссёр и сценарист |
| 2009 | Любовь и прочие обстоятельства | Love and Other Impossible Pursuits | Шелдон        |                      |
| 2014 | Эмотикон ;)                    | Emoticon ;)                        | Уолтер Невинс |                      |
| 2014 | Сама жизнь                     | 5 Flights Up                       | Ларри         |                      |
| 2015 | Аддеролловые дневники          | The Adderall Diaries               | Пол Хора      |                      |
| 2015 | Хроник                         | Chronic                            | Джон          |                      |
| 2015 | Девушка в книге                | The Girl in the Book               | папа          |                      |
| 2016 | Год у моря                     | Year by the Sea                    | Робин         |                      |
| 2016 | Реальный Рокки                 | The Bleeder                        | н/д           | Сценарист            |
| 2018 | Последний ужин                 | Last Supper                        | Рэймонд       |                      |
| 2020 | Ночной портье                  | The Night Clerk                    | н/д           | Режиссёр и сценарист |

### Телевидение
| Год       | Русское название                   | Оригинальное название        | Роль                       | Примечания                               |
| --------- | ---------------------------------- | ---------------------------- | -------------------------- | ---------------------------------------- |
| 1974      | Чародей                            | The Magician                 | Дейв Уэбстер               | Эпизод: «The Illusion of Black Gold»     |
| 1974—1976 | Линкольн                           | Lincoln                      | Джон Николай               | Постоянная роль, 5 эпизодов              |
| 1974      | Дымок из ствола                    | Gunsmoke                     | Бен                        | Гостевая роль, 2 эпизода                 |
| 1975      |                                    | Crime Club                   | Фрэнк Свобода              | Телевизионный фильм                      |
| 1975      |                                    | Knuckle                      | Керли                      | Телевизионный фильм                      |
| 1975      | Новобранцы                         | The Rookies                  | Чарли Филлипс              | Эпизод: «Someone Who Cares»              |
| 1975      | Коджак                             | Kojak                        | Майкл Виггерс-мл.          | Эпизод: «Over the Water»                 |
| 1975      | Врачи больницы                     | Doctors’ Hospital            | доктор Табак               | Эпизод: «My Cup Runneth Over»            |
| 1975      | Конферансье                        | The Entertainer              | Фрэнк Райс                 | Телевизионный фильм                      |
| 1976      |                                    | The Last of Mrs. Lincoln     | Роберт Линкольн            | Телевизионный фильм                      |
| 1977      |                                    | The Andros Targets           | Рон Комак                  | Эпизод: «The Surrender»                  |
| 1980      | Застеклённая витрина               | The Shadow Box               | н/д                        | Телевизионный фильм Сценарист            |
| 1982      | Кандида                            | Candida                      | н/д                        | Телевизионный фильм Режиссёр и сценарист |
| 1998      | Джиа                               | Gia                          | н/д                        | Телевизионный фильм Режиссёр и сценарист |
| 2009      | Джорджия О’Кифф                    | Georgia O’Keeffe             | н/д                        | Телевизионный фильм Сценарист            |
| 2010      | Рубикон                            | Rubicon                      | Трэкстон Спенглер          | Повторяющаяся роль, 11 эпизодов          |
| 2012      | Форс-мажоры                        | Suits                        | Пол                        | Эпизод: «The Choice»                     |
| 2012—2013 | Смэш                               | Smash                        | Джерри Рэнд                | Повторяющаяся роль, 15 эпизодов          |
| 2013—2016 | Рэй Донован                        | Ray Donovan                  | священник / Дэнни О’Коннор | Повторяющаяся роль, 5 эпизодов           |
| 2013—2014 | Американская история ужасов: Шабаш | American Horror Story: Coven | Харрисон Ренард            | Повторяющаяся роль, 3 эпизода            |
| 2014      | Элементарно                        | Elementary                   | Айзек Пайк                 | Эпизод: «Bella»                          |
| 2015—2019 | Мистер Робот                       | Mr. Robot                    | Филип Прайс                | Постоянная роль, 32 эпизода              |